# Tropaeolum kerneisinum
Tropaeolum kerneisinum är en krasseväxtart som beskrevs av D. K.Hughes. Tropaeolum kerneisinum ingår i släktet krassar, och familjen krasseväxter. Inga underarter finns listade i Catalogue of Life.